# Uncyclopedia
Uncyclopedia is een van oorsprong Engelstalige parodie op de vrije internetencyclopedie Wikipedia. Uncyclopedia bestaat sinds januari 2005 en is een wiki die beheerd wordt door het commerciële bedrijf Wikia. De Nederlandstalige versie, Oncyclopedia (Neerlandica), bestaat sinds 1 juli 2006 en wordt, zoals de meeste versies in andere talen, beheerd door de fictieve 'Uncyclomediastichting', een overkoepelend, niet-commercieel initiatief.

## Geschiedenis
Uncyclopedia is opgericht op 5 januari 2005 door twee gebruikers van de Engelstalige Wikipedia, Chronarion en Stillwaters. Het is voortgekomen uit Bad jokes and other deleted nonsense, een verzameling vandalistische of onjuiste maar humoristische bijdragen op die encyclopedie. Aanvankelijk was het doel een SPOV, Satirical Point of View (Satirisch gezichtspunt), een parodie op de NPOV of Neutral Point of View van Wikipedia, te bieden, maar dat idee werd snel losgelaten ten gunste van een bredere humoristische inhoud.
Uncyclopedia raakte al snel bekend over het internet en heeft onder andere bijgedragen aan de verspreiding van de populariteit van het Vliegend Spaghettimonster. In de loop der tijd zijn ook andere Wikimedia-projecten door Uncyclopedia geparodieerd. Zo is de Uncyclomedia (Uncyclomediastichting) een parodie op Wikimedia (Wikimediastichting), UnNews (OnNieuws) een parodie op Wikinews, Unbooks (OnBoeken) een parodie op Wikibooks en Uncycloversity ("Als het ergens op slaat willen we het niet hebben") een parodie op Wikiversity.
Vooral de Engelstalige Uncylopedia werd vaak geteisterd door vandalisme. Nadat Uncyclopedia werd beschuldigd een broedplaats van internetpesten te zijn werd het acceptatiebeleid voor artikelen strenger, en de beheerders staan er om bekend 'riskante' inhoud snel te verwijderen.
Sinds 2005 wordt (de Engelstalige) Uncyclopedia, evenals 25% (20/79) van de anderstalige -pedia's gehost door Wikia. De overige anderstalige wiki's, waaronder de Nederlandstalige Oncyclopedia valt, zijn onafhankelijk en niet voor profijt. Deze wiki's, uitgezonderd 4 hiervan, worden beheerd door de fictieve Uncyclomediastichting.
Op 5 januari 2013 maakte Uncyclopedia zich 'onafhankelijk' van Wikia. Vier gebruikers van Uncyclopedia maakten de domeinnaam en.uncyclopedia.co aan en veel gebruikers verhuisden naar daar. Toch blijft Wikia populairder dan de andere versie. Dit komt vooral doordat Google de Wikia-versie hoger plaatst dan de niet-commerciële (hun pagina-aantal ligt ook lager). Jaarlijks heeft Uncyclopedia problemen met het betalen van zijn servers, waar zij 1.500 dollar voor moeten betalen.

## Inhoud
Uncyclopedia heeft tot doel om desinformatie, foute beweringen, regelrechte leugens, misleidingen en politiek incorrecte informatie voor iedereen toegankelijk te maken. Doelstelling daarbij is een site te maken waar flink om kan worden gelachen. Anders dan in fictie, complottheorieën of alternatieve geschiedenis is er binnen de Uncyclopedia geen samenhang of logica te vinden. De site werkt, net als Wikipedia, met MediaWiki-software, waardoor iedere bezoeker nieuwe artikels kan toevoegen of bestaande artikels bewerken.
Waar Wikipedia het logo van een uit puzzelstukjes opgebouwde, niet geheel complete wereldbol hanteert, gebruikt Uncyclopedia als logo een aardappel, met de naam Sophia. Deze wordt binnen de Uncyclopedia-gemeenschap gezien als symbool van wijsheid. Ook andere kenmerken van en gebeurtenissen op Wikipedia worden regelmatig gepersifleerd.
Een bekende manier van artikelen schrijven op Uncyclopedia is het gebruikmaken van naar zichzelf verwijzende humor, of het schrijven van een artikel in de stijl van het onderwerp. Zo bevat de pagina AAAAAAAAA! uitsluitend A's, één hoofdletter labda, Λ,(oud Griekse letter) leestekens, afbeeldingen en sjablonen, is de pagina over morse geschreven in morse en is de pagina over overtolligheid uitermate breedsprakig. Ook het voorzien van artikelen met verzonnen citaten van Oscar Wilde is een terugkerende grap; in anderstalige Uncyclopedia's worden vaak andere personen voor die functie gebruikt: in de Nederlandse is dat bijvoorbeeld Johan Cruijff, in de Spaanse Miguel de Cervantes en in de Duitse David Hasselhoff. Andere personen die vaak op de hak worden genomen zijn Jezus, Jan Peter Balkenende, Geert Wilders, Erica Terpstra, Mr. T, Chuck Norris, Kanye West, YUI, Koda Kumi, Friedrich Nietzsche, George W. Bush, Steve Ballmer, Rita Verdonk en Adolf Hitler. De beheerders van Uncyclopedia pogen het aanmaken van nieuwe artikelen met verwijzingen naar deze personen te ontmoedigen, om te voorkomen dat de humor op de site te voorspelbaar en zichzelf herhalend wordt.
De totale inhoud van Uncyclopedia laat geen alternatieve werkelijkheid zien. Veel teksten en afbeeldingen op Uncyclopedia spreken elkaar tegen.

## In andere talen
De Nederlandstalige editie van Uncyclopedia heet Oncyclopedia (voluit Oncyclopædia Neerlandica). De site werd in juli 2006 onafhankelijk en bevat ruim 2000 artikelen.
Sinds 2005 zijn er Uncyclopedia's in meer dan 40 talen opgericht, waaronder Frans, Duits, Spaans, Hebreeuws, Nederlands, Noors, Zweeds, Fins, Limburgs, Zeeuws en zelfs Latijn en Oudgrieks. De Portugese Uncyclopedia, Desciclopédia, is de Engelse in augustus 2010 voorbijgestoken in grootte. Ook de Spaanse Uncyclopedia, Inciclopedia, heeft een aanzienlijke omvang, wat vooral te danken is aan het feit dat de SGAE, een Spaanse organisatie die de rechten van auteurs verdedigt, in februari 2006 de humoristische Wiki Frikipedia liet sluiten, waarna veel artikelen en gebruikers van Frikipedia hun toevlucht zochten tot Unciclopedia.